# Eulerova staza
Eulerova staza, pojam iz teorije grafova. Zove se po matematičaru Euleru. Vrsta je staze. Uvjet da bi neka staza bila Eulerova jest taj da se u toj stazi točno jedanput pojavljuju svi bridovi u grafu. Eulerova tura je Eulerova staza koja počinje i završava u istom vrhu.
Ako su svi vrhovi u grafu parnog stupnja, tj. u svakom vrhu započinje parni broj bridova, moguća je Eulerova tura. Ako su svi osim dva parnog stupnja, a dva vrha neparnog, tada Eulerova tura nije moguća, ali obična Eulerova staza jest.